# James Hylton
Jamey Harvey Hylton (* 26. August 1934 in Roanoke, Virginia; † 28. April 2018 in Franklin County, Georgia) war ein US-amerikanischer Automobilrennfahrer.

## Karriere
1964 fuhr Hylton im Alter von 30 Jahren sein erstes NASCAR-Grand-National-Series-Rennen. Er startete bei den letzten drei Saisonrennen auf einem Ford Galaxie von Bondy Long, von denen er jedoch keines beenden konnte.
Nach einem Jahr Pause gab er 1966 sein Debüt als Stammfahrer im Team von Bud Hartje, diesmal mit einem Dodge Charger. Hyltons Rookie-Saison gilt als die bis heute beste eines Rookies. Zwar gewann er kein Rennen, fuhr jedoch 20 Top-5- und 32 Top-10-Platzierungen ein und schloss die Saison als Gesamtzweiter hinter dem überlegenen David Pearson ab. Dafür wurde er zudem als NASCAR Rookie of the Year ausgezeichnet.
Auch die Saison 1967 verlief genauso gut, obwohl er kein Rennen innerhalb einer Runde mit dem Führenden beendete, wurde Hylton erneut Zweiter im Endklassement, diesmal hinter Richard Petty, sowie mit 26 Top-5s und 39 Top-10s, der erste Sieg ließ jedoch weiter auf sich warten.
Ab 1968 trat Hylton schließlich mit seinem eigenen Team an und fuhr weiterhin auf Dodge. Er wurde diesmal Siebter, 1969 konnte er sogar lange um den Titel mitfahren und wurde schlussendlich Dritter, sein Rückstand auf Champion David Pearson betrug lediglich 420 Punkte.
Im Richmond 500 1970 platzte der Knoten für Hylton schließlich und ihm gelang es im 187. Rennen auf einem Ford Torino endlich seinen lang ersehnten ersten Sieg einzufahren, nachdem er bereits 89-mal in die Top 5 und 138-mal in die Top 10 gefahren war, am Saisonende kam er auch mit 123 Punkten Rückstand auf Bobby Isaac dem Titel am nächsten. Seinen zweiten Sieg holte er im Talladega 500 1972, diesmal auf einem Mercury Montego, als die größte NASCAR-Division bereits in Winston Cup Series umbenannt worden war. Es sollte allerdings sein letzter Sieg bleiben.
1975 schloss Hylton zum siebten und letzten Mal eine Saison in den Top 3 ab. Nun trat er meistens auf Chevrolet an. Im Folgejahr wurde er nur noch 13. und fuhr auch seine letzten Top-5-Platzierungen ein. Trotzdem wurde er 1977 Siebter im Endklassement. Er war neben J. D. McDuffie, Buddy Arrington und Dave Marcis nach wie vor einer der besten unter denen, die gleichzeitig als Fahrer und Besitzer antraten, was mit der rasanten Entwicklung in den 1980ern immer schwieriger wurde, und gerade deswegen werden jene drei Fahrer auch heute trotz mangelnder Erfolge als Legenden gesehen. 1980 gelang es Hylton letztmals, ein Rennen in den Top 10 zu beenden und ging auch letztmals bei jedem Rennen an den Start. Nachdem er 1981 drei Rennen verpasst hatte (und dennoch 19. in der Gesamtwertung wurde, ohne in die Top 10 zu fahren), beschloss er, in Zukunft nicht mehr Vollzeit, sondern nur noch sporadisch bei NASCAR-Rennen an den Start zu gehen. Bis 1993 startete er noch vereinzelt bei Winston-Cup-Rennen.
Mit dem Ende seiner NASCAR-Cup-Karriere war Hyltons Fahrerkarriere jedoch noch lange nicht vorüber. Nachdem die kleineren beiden der großen NASCAR-Divisionen das Licht der Welt erblickt hatten, trat er 1982, 2006, 2008 und 2011 bei je einem Rennen in der Busch Series (bzw. Nationwide Series) an. Auch in der Camping World Truck Series wagte er mehrere Versuche, konnte sich jedoch lediglich für ein Rennen im Jahre 2011 qualifizieren, als er bereits stattliche 76 Jahre alt war. Damit galt Hylton als der älteste Starter in einer der drei größten NASCAR-Serien, bis Morgan Shepherd den Rekord im Jahr 2018 brach.
Vor allem aber war Hylton in seinen letzten Jahren in der ARCA Racing Series aktiv. Ihm gelang es zwar nie, ein Rennen in den Top 10 zu beenden, er war jedoch schnell der beliebteste Fahrer der Serie. 2005 überraschte Hylton seine Fans, als er verkündete, 2006 eine volle ARCA-Saison zu fahren, was er auch tat, obgleich er sich nur für 19 der 26 Rennen qualifizieren konnte und seine beste Platzierung ein 21. Platz war, dennoch wurde er 18. der Gesamtwertung, da in der ARCA-Serie schon seit etlichen Jahren nur noch wenige Fahrer die volle Saison bestreiten. Es war damit das erste Mal seit 1981 gewesen, dass Hylton eine volle Motorsport-Saison bestritten hatte.
2007 versuchte Hylton sich fürs Daytona 500, bei dem sein bestes Resultat ein fünfter Platz im Jahre 1972 gewesen war, zu qualifizieren (es wäre sein erster Cup-Start seit 1993 gewesen), scheiterte jedoch. Danach wandte er sich wieder der ARCA-Serie zu und startete zwischen 2009 und 2013 erneut vollzeitig. 2009 und 2010 hatte er insgesamt nur fünf Rennen verpasst, in seinen letzten drei Jahren startete Hylton bei jedem Rennen und wurde 2011 und 2013 Elfter im Endklassement. Danach trat der 79-jährige endgültig als Rennfahrer zurück, behielt jedoch den Posten des Besitzers von James Hylton Racing und ließ nun andere Fahrer antreten.

## Tod
Am 28. April 2018 kamen James und sein 61-jähriger Sohn James „Tweet“ Hylton Jr. in einem Verkehrsunfall auf dem Interstate 85 in Georgia ums Leben. Der Unfallhergang ist unklar.
Nach Hyltons Tod übernahm Brad Smith, der seit 2017 Stammfahrer für James Hylton Racing ist, sein Team und nannte es in Brad Smith Enterprises um. Nach wie vor tritt Smith bei fast jedem Rennen an und fuhr 2020 in Winchester als Neunter die erste Top-10-Platzierung des Teams ein. Die Saison 2021 schloss er als Gesamtfünfter ab.